# Taraka Ratna
Nandamuri Taraka Ratna (ur. 8 stycznia 1983 w Hyderabad, zm. 18 lutego 2023 w Bengaluru) – indyjski aktor filmowy.
Wywodzi się ze znanej rodziny związanej z Tollywood oraz życiem politycznym Andhra Pradesh. Jest synem Mohanakrishny Nandamuri i wnukiem N.T. Ramy Rao. Debiutował w Yuvaratna (2002) w reżyserii Uppalapati Narayany Rao, w Okato Number Kurradu po raz pierwszy wystąpił jako główny bohater. Wyróżniony Nandi Award za najlepszą rolę negatywną (2009).